# Península de Mangyshlak

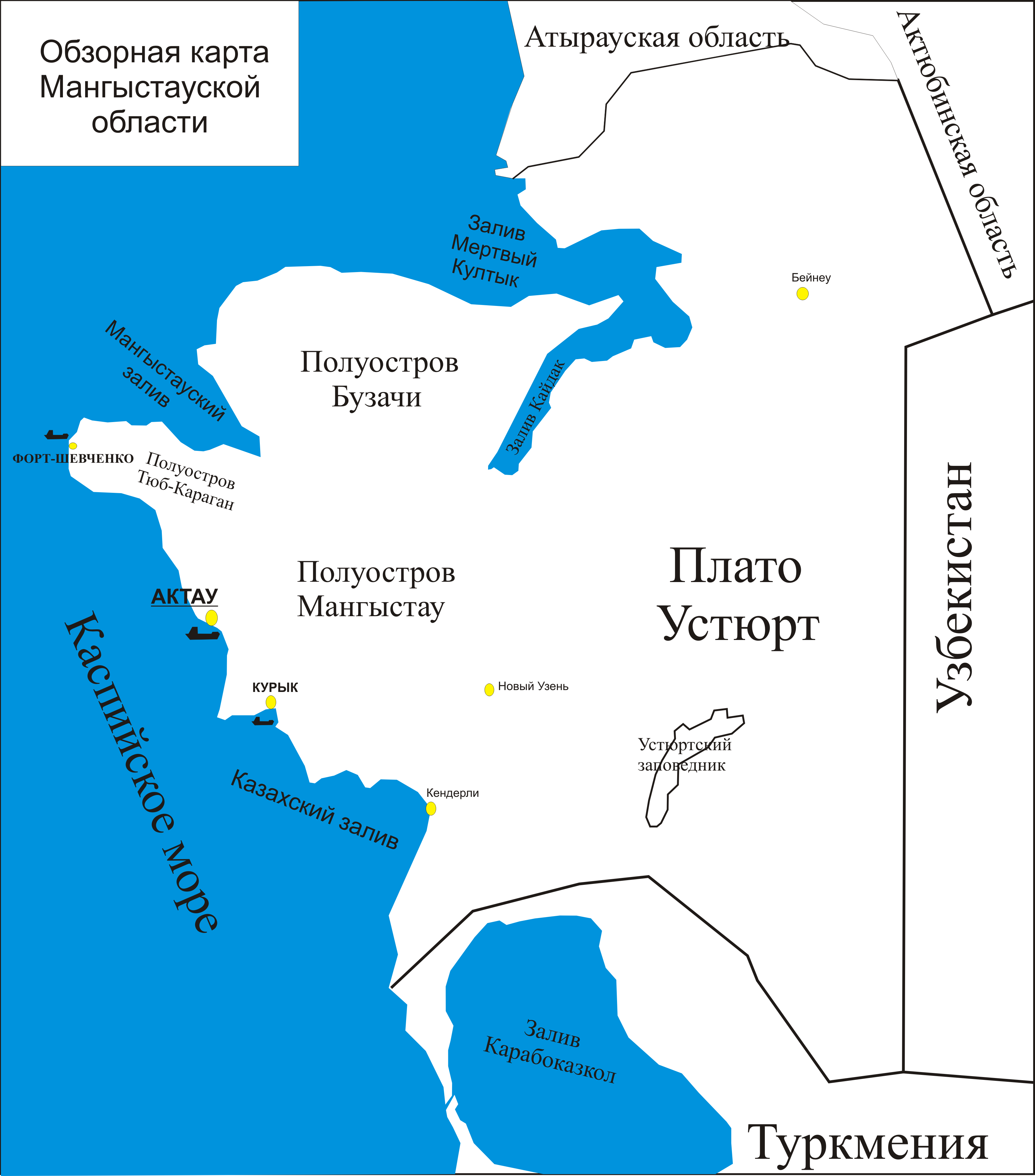
Mapa da península (em russo)

A península de Mangyshlak ou Mangghyshlaq está situada na parte ocidental do Cazaquistão. Está rodeada pelo mar Cáspio a norte e oeste. Administrativamente a península pertence à província de Mangystau e a maior cidade é a capital Aktau (anteriormente chamada Shevchenko).